# Rally di Alba
Il Rally di Alba è un evento del Campionato Italiano Rally organizzato ogni anno dall'ACI e dalla regione Piemonte. Il rally ha luogo lungo nell'omonima città di Alba.

## Albo d'oro
| Anno | Denominazione                  | Vincitori                              | Auto                        | Scuderia                    | Validità                          |
| ---- | ------------------------------ | -------------------------------------- | --------------------------- | --------------------------- | --------------------------------- |
| 2001 | 1° Rally di Alba               | Armando Defilippi Enzo Colombaro       | Renault Clio Maxi           | Provincia Granda Rally Club | Campionato Italiano Nazionale     |
| 2002 | 2° Rally di Alba               | Roberto Botta Gilberto Calleri         | Renault Clio Williams       | -                           | Nazionale Zona 1 Nazionale Zona 3 |
| 2003 | 3° Rally di Alba               | Armando Defilippi Stefano Rivetti      | Renault Clio Williams       | Provincia Granda Rally Club | Nazionale Zona 1 Nazionale Zona 3 |
| 2004 | 4° Rally di Alba               | Piergiorgio Deila Claudio Vischioni    | Fiat Punto S1600            | Movisport                   | Nazionale Zona 1 Nazionale Zona 3 |
| 2005 | 5° Rally di Alba               | Roberto Botta Gilberto Calleri         | Renault Clio S1600          | Eurospeed                   | Nazionale Zona 1 Nazionale Zona 3 |
| 2006 | 6° Rally di Alba               | Marco Bernardelli Gabriele Romei       | Fiat Punto S1600            | Trico Motor Sport           | Nazionale Zona 1 Nazionale Zona 3 |
| 2007 | 7° Rally di Alba               | Roberto Botta Gilberto Calleri         | Peugeot 206 WRC             | Provincia Granda Rally Club | Trofeo Rally Asfalto              |
| 2008 | 8° Rally di Alba               | Piergiorgio Deila Botto Corrado        | Peugeot 206 WRC             | Movisport                   | Trofeo Rally Asfalto              |
| 2009 | Rally di Alba 2009             | L'evento è stato cancellato            | L'evento è stato cancellato | L'evento è stato cancellato | Trofeo Rally Asfalto              |
| 2015 | 9° Rally di Alba               | Luca Betti Francesco Pezzoli           | Peugeot 207 S2000           | Island Motorsport           | Campionato Italiano Nazionale     |
| 2016 | 10° Rally di Alba              | Simone Miele Roberto Mometti           | Ford Fiesta RS WRC          | Top Rally                   | Coppa Italia - Zona 1             |
| 2017 | 11° Rally di Alba              | Alessandro Gino Marco Simone Ravera    | Ford Fiesta RS WRC          | Gino WRC Team s.r.l.        | Coppa Italia - Zona 1             |
| 2018 | 12° Rally di Alba              | Alessandro Gino Marco Simone Ravera    | Ford Fiesta RS WRC          | Gino WRC Team s.r.l.        | Coppa Italia - Zona 1             |
| 2019 | 13° Rally di Alba              | Sébastien Loeb Daniel Elena            | Hyundai i20 Coupe WRC       | Hyundai Motorsport N        | Campionato Italiano WRC           |
| 2020 | 14° Rally di Alba              | Craig Breen Paul Nagle                 | Hyundai i20 R5              | BRC Racing Team             | Campionato Italiano WRC           |
| 2021 | 15° Rally di Alba              | Luca Rossetti Manuel Fenoli            | Hyundai i20 R5              | BRC Racing Team             | Campionato Italiano WRC           |
| 2022 | 16° Rally di Alba              | Nikolay Gryazin Konstantin Aleksandrov | Škoda Fabia Rally2 evo      | Movisport                   | TER                               |
| 2023 | 17° #RA Rally Regione Piemonte | Andrea Crugnola Pietro Elia Ometto     | Citroën C3 Rally2           | E.A. Sport Investment       | TER                               |
| 2024 | 18° #RA Rally Regione Piemonte | Giandomenico Basso Lorenzo Granai      | Toyota GR Yaris Rally2      | T-Racing                    | CIR                               |
| 2025 | 19° #RA Rally Regione Piemonte | Andrea Crugnola Pietro Elia Ometto     | Citroën C3 Rally2           | E.A. Sport Investment       | CIR                               |